# のんた丸孝
のんた丸 孝（のんたまる たかし）は、日本の漫画家。福島県南相馬市出身。

## 来歴
1984年、週刊ヤングジャンプ「明日発ちます」でデビュー。以降、1990年前後にかけて同誌系のレーベルで作品を発表。その後はパチンコ漫画誌を中心に執筆。2016年、『縁距離な夫婦』で、躁うつ病の妻との暮らしと葛藤を告白。
2017年ごろからパチンコ漫画誌の休刊、統廃合が相次ぎ仕事が激減、2018年には無職状態になっていたことが伝えられた。そのような状況で、一度は「漫画家を続けていくのは無理」と考え妻に相談したが、「こんなに描けるのにもったいないのでやめない方がいい」という言葉をきっかけに、新たな道を模索。COMITIAに参加し、出版社の企業ブースに作品を持ち込むもニーズに合わず、紙媒体への執着を断ち、電子書籍配信サービスに活動の場を移した。

## 単行本
- 『UPTOWN BOYS 1』(ヤングジャンプ・コミックス・ベアーズ) 集英社 1990年9月 ISBN 978-4088613352
- 『UPTOWN BOYS 2』(ヤングジャンプ・コミックス・ベアーズ) 集英社 1990年11月 ISBN 978-4088613369
- 『CHA・O! 1』(ヤングジャンプ・コミックス・ベアーズ) 集英社 1991年4月 ISBN 978-4088611952
- 『CHA・O! 2』(ヤングジャンプ・コミックス・ベアーズ) 集英社 1991年10月  ISBN 978-4088611969
- 『青葉燃ゆ 第1巻 剣道はセイシュンじゃ!』(ヤングジャンプ・コミックス・ベアーズ) 集英社 1994年8月 ISBN 978-4088618456
- 『青葉燃ゆ 第2巻 贈られた言葉』(ヤングジャンプ・コミックス・ベアーズ) 集英社 1994年11月 ISBN 978-4088618463
- 『一太郎ウオッ! 1』(ぶんか社コミックス ヤングテイオーシリーズ) ぶんか社 1997年1月 ISBN 978-4821195442
- 『一太郎ウオッ! 2』(ぶんか社コミックス ヤングテイオーシリーズ) ぶんか社 1997年1月 ISBN 978-4821195459
- 『キリモリ&ヤリクリ“CR新海物語”楽勝セレクション』(ニチブンコミックス) 日本文芸社 2004年11月 ISBN 978-4537103571
- 『縁距離な夫婦 躁うつといわれた嫁との20年日記』(朝日コミックス) 朝日新聞出版 2016年3月 ISBN 978-4022141897

## 共著
- 『マンガ 日本再建の力 公明党』 公明党出版 2012年11月
- 『酒屋 酒と肴と男と女』(ぐる漫)  少年画報社 2016年10月

## 連載漫画
- 「IDATEN」『コンプティーク』 1993年1月-12月号 角川書店
- 「イチオシ!のんタク」『漫画パチンコ777』 2012年- 2017年 竹書房
- 「花咲小紅です！」『漫画パチンカー』（『パチンカーZ』、『パチンカーZ特盛』） ガイドワークス 2019年 -

## 短編漫画
- 「ナイスシュート」『進研ゼミ高1講座』 福武書店 1989年
- 「NAUGHTY BOYが目にしみる!」『ベアーズクラブ』 1990年1月号 集英社
- 「アカツキの軌跡」『ヤングキング』 1998年1号 少年画報社

## 電子書籍
- 『カンケツ』 ナンバーナイン 2019年3月
- 『でぇくのぼう』 ナンバーナイン 2019年7月
- 『おすもん』 LINEマンガ 2020年4月 -